# سد بورقین شانکوو
سد بورقین شانکوو (به لاتین: Burqin Shankou Dam) یک سد و نیروگاه برقابی در چین است که در شهرستان بورچین واقع شده‌است.